# Blerim
Blerim es una localidad albanesa del condado de Shkodër, constituida desde 2015 como una unidad administrativa del municipio de Fushë-Arrëz. En 2011, el territorio de la actual unidad administrativa tenía 913 habitantes.
La unidad administrativa incluye los pueblos de Flet, Xeth, Kulumri, Trun, Blerim, Dardhë y Qebik.
Se ubica unos 15 km al noreste de la capital municipal Fushë-Arrëz, cerca de la carretera SH22, junto al límite con el condado de Kukës marcado por el río Drin.